# 1912 (szám)
Az 1912 (római számmal: MCMXII) az 1911 és 1913 között található természetes szám.

## A matematikában
A tízes számrendszerbeli 1912-es a kettes számrendszerben 11101111000, a nyolcas számrendszerben 3570, a tizenhatos számrendszerben 778 alakban írható fel.
Az 1912 páros szám, összetett szám. Kanonikus alakja 23 · 2391, normálalakban az 1,912 · 103 szorzattal írható fel. Nyolc osztója van a természetes számok halmazán, ezek növekvő sorrendben: 1, 2, 4, 8, 129, 478, 956 és 1912.
Az 1912 egyetlen szám valódiosztóösszeg-függvényeként áll elő, ez a 2168.